# 고령 지산동 고분군
고령 지산동 고분군(高靈 池山洞 古墳群, 영어: Ancient Tombs in Jisan-dong, Goryeong)은 경상북도 고령군 대가야읍에 있는 가야의 구성국 중 하나인 대가야의 무덤이다. 1963년 1월 21일 대한민국의 사적 제79호로 지정되었다.

## 특징
지산동 고분군에는 200기가 넘는 크고 작은 대가야의 무덤들이 있는데 윗부분은 지름 10m 이상의 대형무덤이, 중간에는 지름 10m 안팎의 중간크기의 무덤이, 그리고 아래쪽에는 작은 무덤들이 주로 모여 있다. 이곳에 위치한 주산의 남쪽 제일 큰 무덤이 금림왕의 능이라고 전해지고 있으며 그 아래로 큰 무덤들도 대가야의 왕릉이라고 전해오고 있다. 제32호 고분에서는 철제 갑옷, 금동관 등 중요 유물이 출토되어 지배계급의 무덤임이 밝혀졌고 아울러 주인을 위해 생매장된 순장(殉葬) 고분임이 밝혀져 고대의 순장제도를 실제로 밝힐 수 있는 중요한 고분이다.

## 현지 안내문

### 고령 지산동 고분군
고령은 대가야의 옛 지역으로서 현재 무덤이 수백 기에 이르고 있다. 그 중 지산동 무덤들은 겉모습이 확실하고 봉분이 비교적 큰 무덤에 한하여 번호를 매겨 지금은 72호 무덤까지 정해져 있다.
이들 무덤의 겉모양들은 모두 원형의 봉토를 하고 있고, 봉토의 규모에 따라서 대형·중형·소형무덤으로 구분한다.
주로 대형무덤은 산등성이의 위쪽에 많이 있으며 중형무덤은 산등성이의 중간 정도에 모여 있고, 작은무덤들은 대형무덤과 중형무덤 주위나 그 밑에서 발견이 된다.
내부구조는 돌널무덤(석상묘) 돌덧널무덤(석곽묘), 돌방무덤(석실묘) 등 여러 형태가 나타나는데, 돌널무덤의 경우 청동기시대 돌널무덤 전통을 계승하고 있다. 한 봉분 안에 여러 무덤이 나타나는 것은 가족무덤의 성격이라기 보다 딸려묻기(순장)한 것으로 이해되고 있다.
대형무덤에서 많은 양의 토기와 함께 금동관·갑옷 및 투구·칼 및 꾸미개 종류가 출토되고 있으며, 4∼6세기 정도에 만들어진 대가야 지배계층의 무덤으로 추정된다.

### 지산동 30호분
지산동 30호분은 주산 남동쪽 능선 자락의 끝에 단독으로 자리잡고 있는 고총고분으로 5세기 중엽 개가야 지배층의 분묘이다. 크기는 동서 18m, 남북 15m이며 남아 있던 봉토의 높이는 1.5m였다. 1994~95년에 영남문화재연구원에 의해 발굴조사되었는데, 그 결과 으뜸돌방 및 딸린 덧널이 T자모양, 순장덧널 3기가 ㄷ자모양으로 동·남·북쪽에 배치되었다. 특히 가야지역 고분에서는 알려진 바가 없는 으뜸돌방의 바닥 아래에 하부덧널이 확인되었다. 남동쪽 경사면에 등고선 방향으로 구(溝)가 둘러져 있었는데 이곳에서 발전된 토기는 제의용이었을 것으로 추정된다.
출토유물들은 바리모양 그릇받침과 목긴 항아리, 손잡이달린 항아리, 굽다리접시 등의 토기류와 덩이쇠, 말갖춤새, 무구, 금도오간 등 다양하다. 한편 하부덧널 덮개돌에 새겨진 바위그림은 선사시대까지 신앙의 대상이었던 바위그림이 더 이상 신상대상으로서의 기능을 상실하였음을 추정케 한다.

## 사진

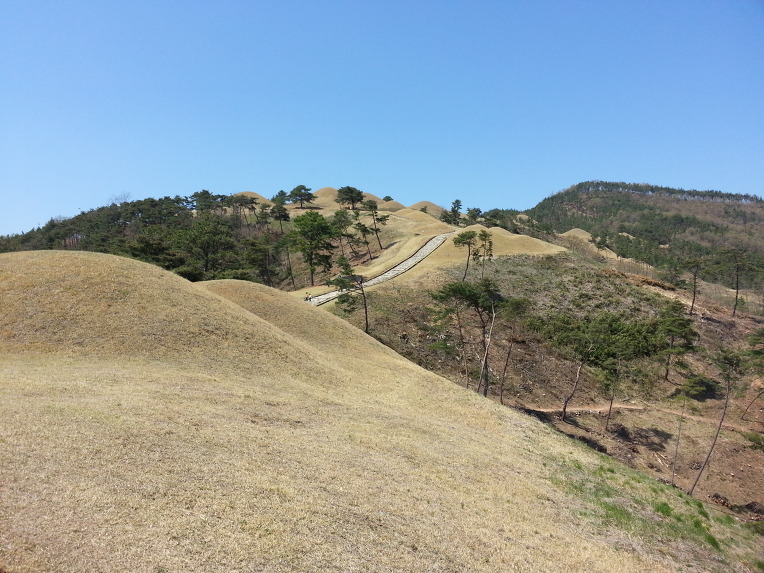
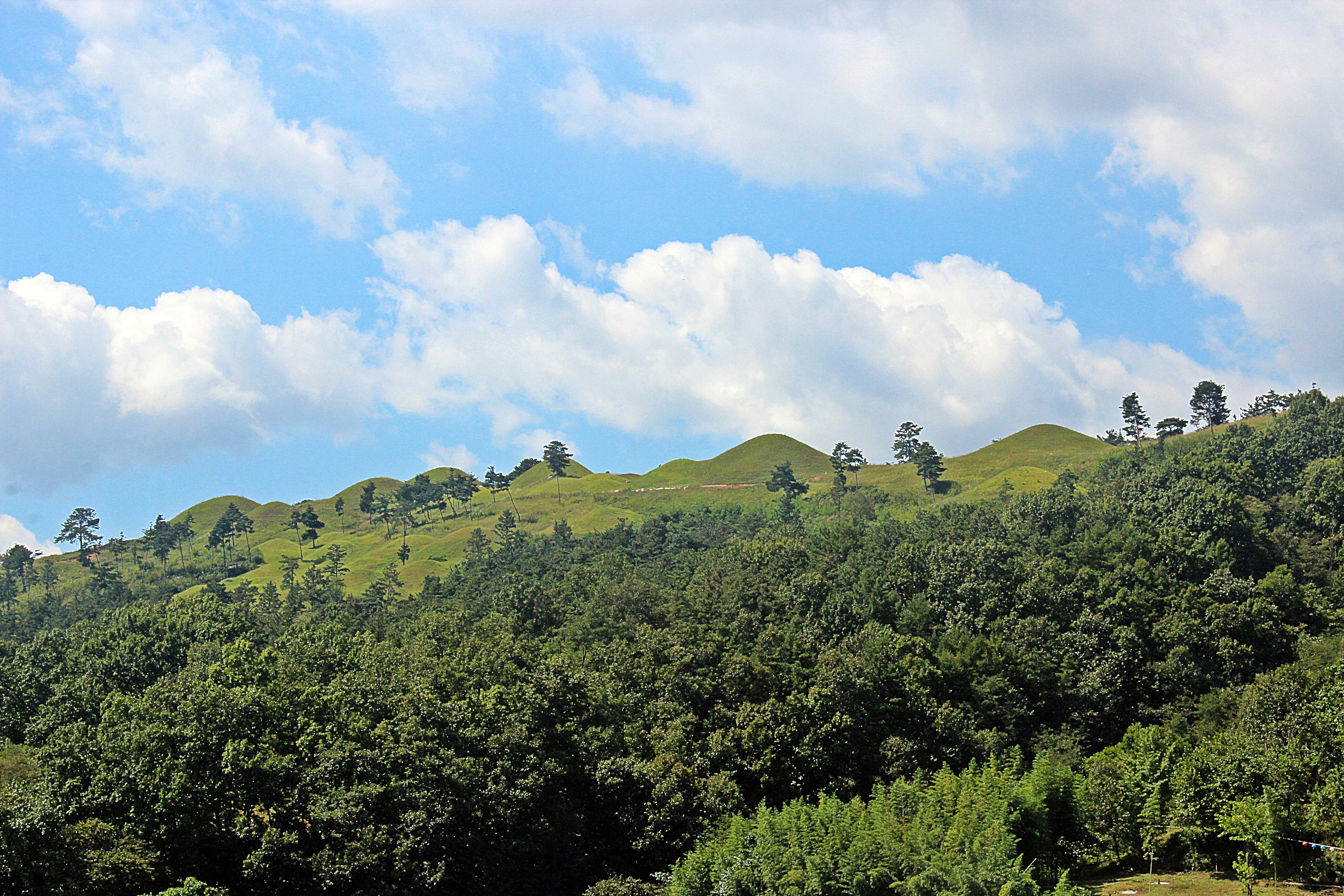
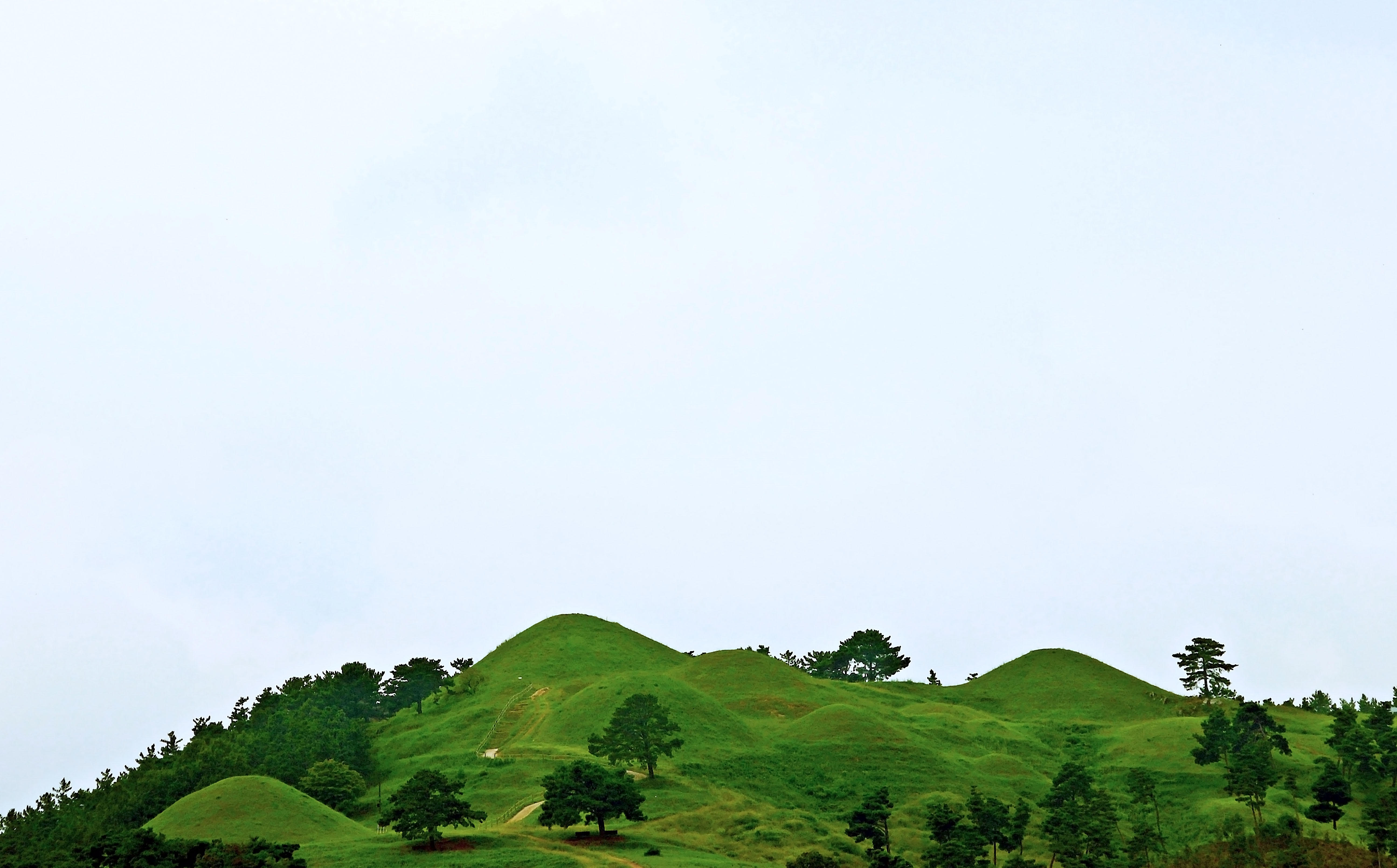
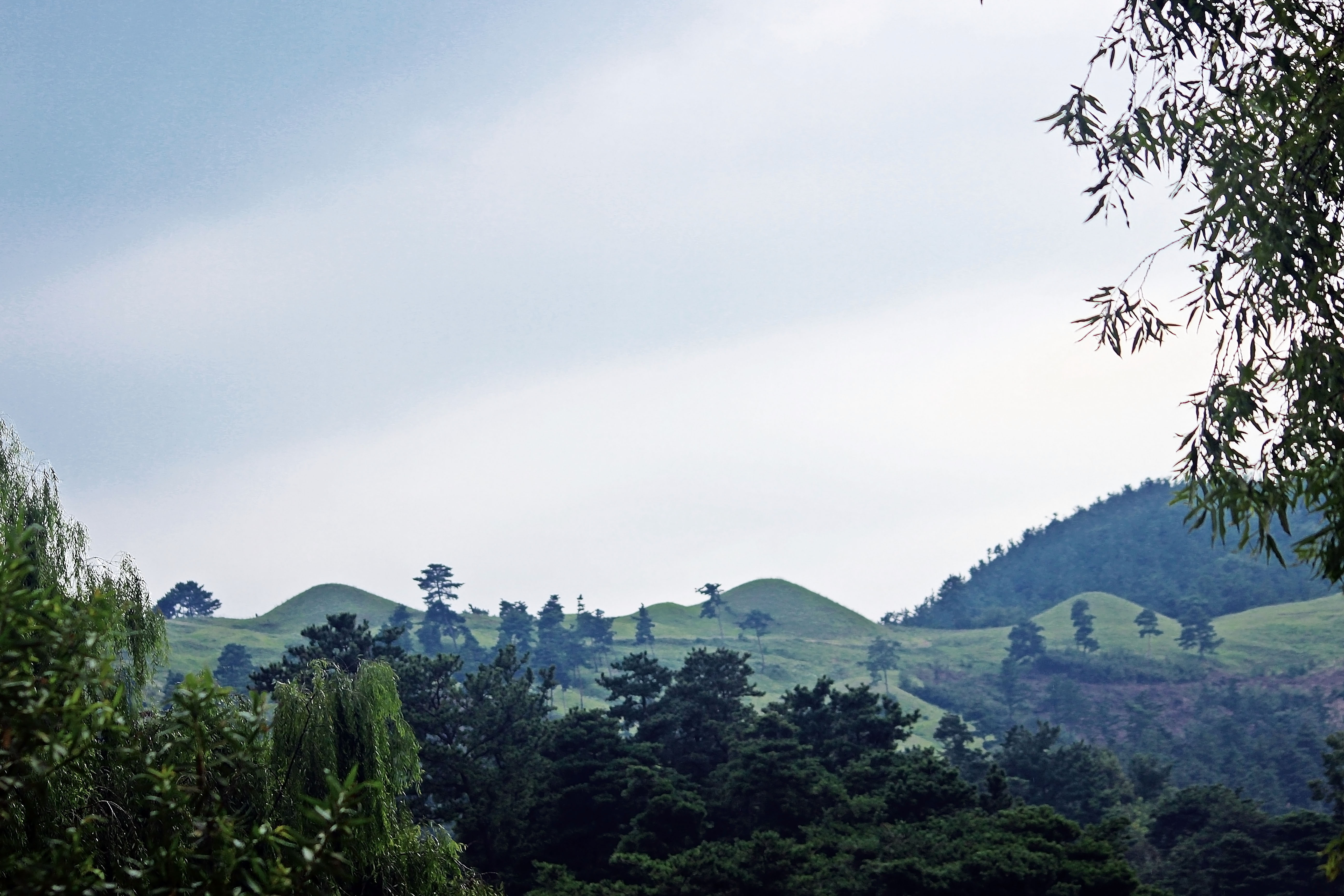

### 지산동 47호분
지산동 고분군 가운데 가장 큰 고분으로 1939년에 발굴되었다. 봉분의 직경이 49m, 석실 크기가 93.8m×1.8m로 금림왕릉으로 구전되며 출토 유물로는 금동제 호록, 황어뼈, 금장환두대도, 이형금동제품, 철촉 30점 등이 있고 대가야 15대 이뇌왕의 무덤으로 추정되며 전형적인 순장형태를 보이고 있다.

## 참고 문헌
- 이 문서에는 다음커뮤니케이션(현 카카오)에서 GFDL 또는 CC-SA 라이선스로 배포한 글로벌 세계대백과사전의 내용을 기초로 작성된 글이 포함되어 있습니다.

## 참고 자료
- 고령 지산동 고분군 - 국가유산청 국가유산포털